# Money TV
Money.ro TV a fost un canal de business deținut de Sorin Freciu. Acesta a primit aprobarea CNA pe 11 octombrie 2012 pentru a lansa televiziunea cu profil economic Money.ro TV, pe o licență pe care o deținea din luna iulie a aceluiași an. La noul post a lucrat întreaga echipă care, până la momentul respectiv, realizase programele pentru postul The Money Channel, operat de Realitatea Media.
Pe 4 octombrie 2012, echipa postului The Money Channel a trecut la Money.ro TV, printre membrii căreia se numărau Dan Apostol, Emil Hurezeanu, Ovidiu Nahoi și Radu Soviani. Managerul de proiect era Mihai Tatulici.
Pe 12 octombrie 2012, Money.ro TV a preluat frecvențele postului Giga TV, în urma unei asocieri dintre cele două canale de televiziune.
Pe 2 noiembrie 2012, Money.ro TV era disponibil pe toate rețelele de cablu, inclusiv RCS & RDS înainte de meciul Bute-Grachev.
Din decembrie 2012, societatea Util Construct a cumpărat 20% din acțiunile Money.ro TV. Pe 8 august 2013, Cozmin Gușă și Maricel Păcuraru au preluat postul de televiziune Money.ro TV. Firma care a deținut Money.ro TV a intrat în insolvență la data de 14 martie 2014.
Jurnaliștii de la Money.ro TV nu au mai fost plătiți încă din februarie 2013. Pe 12 iunie 2013, Money.ro TV a încetat emisia în direct chiar în dimineața zilei respective. Pe 10 septembrie 2013, Money.ro TV și-a încetat activitatea după ce Consiliul Național al Audiovizualului (CNA) a decis să retragă licența audiovizuală a postului, ca urmare a faptului că emisia televiziunii a fost întreruptă mai mult de 96 de ore, fără a notifica acest lucru Consiliului.